# شکارچی (فیلم ۲۰۱۹)
شکارچی 
(به آسامی: Aamis) (به انگلیسی: Ravening) فیلمی هندی محصول سال ۲۰۱۹ و به کارگردانی باسکار هازاریکا است. در این فیلم بازیگرانی همچون لیما داس و ارغدیپ بارواح ایفای نقش کرده‌اند.